# 練馬区立泉新小学校
練馬区立泉新小学校（ねりまくりつ せんしんしょうがっこう）とは、東京都練馬区にある小学校。

## 沿革
- 1969年4月1日 - 練馬区立大泉東小学校から分離し開校
- 1977年4月1日 - 練馬区立橋戸小学校を分離

## 通学区域
- 練馬区三原台1丁目、2丁目、3丁目、大泉町2丁目（1番1～16号・23～35号、2番5～8号）、東大泉2丁目（13～15番、19～27番）[1]

## 進学先中学校
- 練馬区立三原台中学校 - 三原台1丁目、2丁目、3丁目、大泉町2丁目（1番1～16号・23～35号、2番5～8号）、東大泉2丁目（13～15番、19～27番）

## 交通アクセス
- 西武池袋線 石神井公園駅下車石神井公園駅北口①バス停